# Amalda allaryi
Amalda allaryi is een slakkensoort uit de familie van de Olividae. De wetenschappelijke naam van de soort is voor het eerst geldig gepubliceerd in 2007 door Bozzetti.